# Всеукраїнська ліга українських жінок
Всеукраїнська Ліга Українських Жінок (ВЛУЖ) — жіноча громадська організація, створена у 1995 році, з 1999 року член Національної Ради жінок України (НРЖУ).
Метою організації є об'єднання національно свідомих українських жінок для захисту своїх законних соціальних, культурних та економічних прав і свобод, сприяння пробудженості, зростанню громадської активності та підвищенню ролі жінок у суспільстві.

## Історія

### Створення
У 1995 році Стецько Ярослава Йосипівна спільно з Гусяк Дарія Юріївна та однодумцями створили жіночу організацію Всеукраїнська Ліга Українських Жінок, осередки якої були зареєстровані у всіх областях Україна та АРК. Дарія Гусяк стала її Головою.

### Голови
- 1995–2004 роки Гусяк Дарія Юріївна
- 2004–2006 роки Анна Багряна
- 2006 рік та до сьогодні Марія Петрова (Мацюк)

## Видання
- Українська жінка у визвольній боротьбі (упорядник Надія Мудра)
- Немає мови — немає нації (упорядник Марія Петрова)
- Є мова — є нація (упорядник Марія Петрова)
- Методичні рекомендації проведення уроку рідної (української) мови у школі

## Історичні досягнення
«Меморіал жертвам політичних репресій московського комуністичного режиму в Україні».
2019 року завершено впорядкування «Меморіал жертвам політичних репресій московського комуністичного режиму в Україні» — місце поховання тисяч закатованих та розстріляних «ворогів народу», активна реконструкція якого розпочалася після звернення членкинь ВЛУЖ до Львівської Міської Ради. Протягом 10 років відбувалися роботи по формуванню Меморіалу, над яким працював авторський колектив у складі архітекторів Михайла Федика, Юрія Столярова, Пауля Мореля та скульптора Миколи Посікіри. Робочий проєкт виконували автори та працівники інституту ДІПМ «Містопроект». Завершальним етапом стало встановлення і відкриття «Дзвону пам'яті» 31 серпня 2019 року.

## Інформація

### Інформаційна сторінка в facebook
- https://www.facebook.com/leagueUkrainianWomens/ [Архівовано 4 червня 2022 у Wayback Machine.][1]

### Міжнародні акції
- «МИРОТВОРЧА ПИСАНКА» [Архівовано 17 квітня 2019 у Wayback Machine.] [Архівовано 23 листопада 2019 у Wayback Machine.] [Архівовано 26 квітня 2019 у Wayback Machine.] [Архівовано 7 грудня 2019 у Wayback Machine.]
- «Різдвяна ЗІРКА»

## Голови обласних та міських організацій ВЛУЖ
- Стецько Ярослава Йосипівна
- Осьмак_Наталія_Кирилівна
- Сеник Ірина Михайлівна
- Ільків Ольга Фаустинівна
- Тарнавська Розалія
- Надія Мудра
- Ольга Гладун
- Богдана Пилипчук
- Купчик Лідія Степанівна
- Кохалевич Надія
- Осьмак Наталія Кирилівна
- Дженжера Віта
- Ківацька Катерина